# (6200) Hachinohe
(6200) Hachinohe (1993 HL) – planetoida z pasa głównego asteroid okrążająca Słońce w ciągu 3,38 lat w średniej odległości 2,25 j.a. Odkryta 16 kwietnia 1993 roku.